# (5182) Bray
(5182) Bray (1989 NE) – planetoida z grupy pasa głównego asteroid okrążająca Słońce w ciągu 4,17 lat w średniej odległości 2,59 j.a. Odkryta 1 lipca 1989 roku.